# Alberto Ricardo da Silva
Alberto Ricardo da Silva (ur. 24 kwietnia 1943 w Aileu, ówczesny Timor Portugalski, zm. 2 kwietnia 2015) – timorski biskup rzymskokatolicki, ordynariusz diecezji Dili w latach 2004–2015.

## Życiorys

### Prezbiterat
Święcenia kapłańskie przyjął w dniu 15 sierpnia 1972 roku w diecezji Dili. Po święceniach został na rok wikariuszem w Ossu, po czym przeniósł się do Dare i został ojcem duchownym miejscowego seminarium propedeutycznego. W latach 1974–1980 pracował jako proboszcz, a następnie przez dwanaście lat był wikariuszem generalnym diecezji. W 1995, po odbyciu studiów w Rzymie, ponownie rozpoczął pracę w seminarium propedeutycznym, zostając jego rektorem.

### Episkopat
27 lutego 2004 roku został mianowany przez papieża Jana Pawła II ordynariuszem diecezji Dili. W dniu 2 maja 2004 roku otrzymał sakrę biskupią z rąk biskupa Basilio do Nascimento, ordynariusza diecezji Baucau. W dniu 9 lutego 2015 roku złożył rezygnację z godności biskupa.